# Флаг Лабуана
Флаг Лабуана — официальный символ малайзийской федеральной территории Лабуан. Представляет собой полотнище из трёх равновеликих полос. Верхняя — красная, средняя — белая, нижняя — синяя. В центре расположены жёлтые полумесяц и 14-и конечная звезда.

## Символика

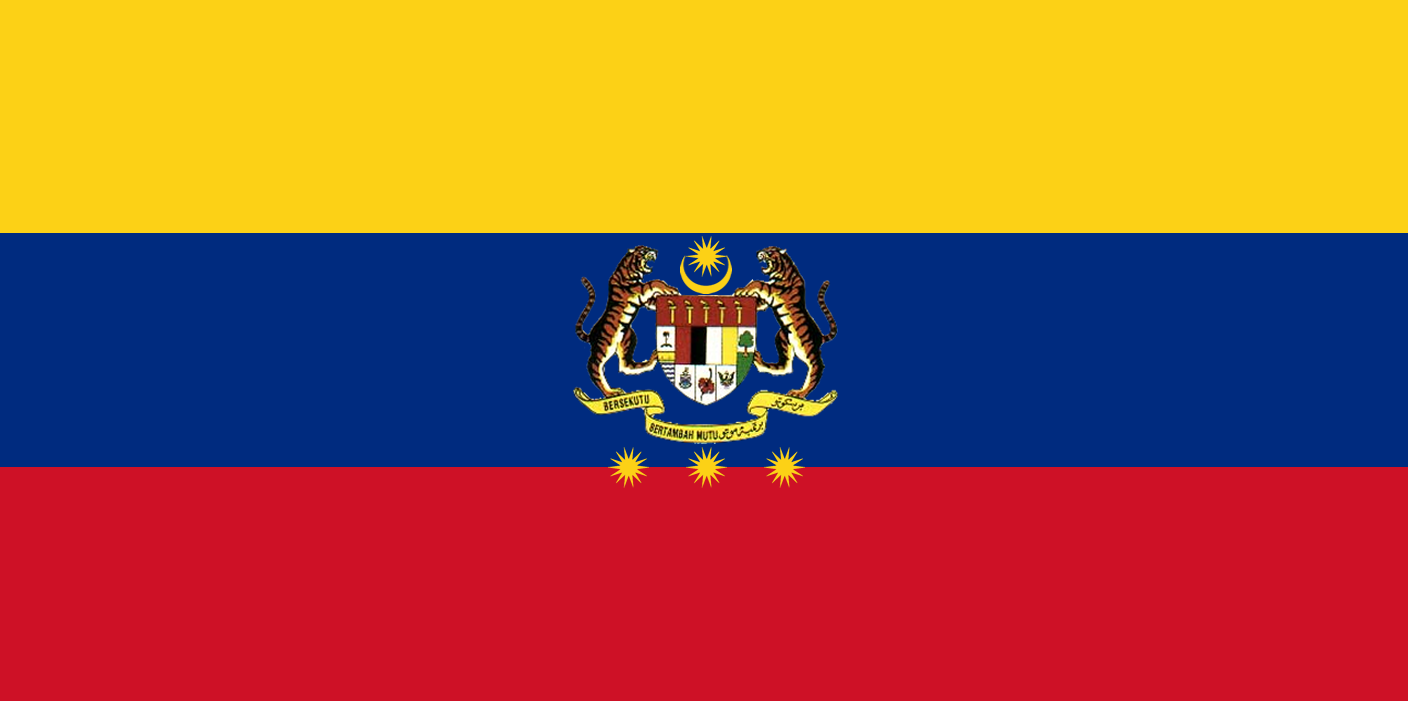
Флаг федеральных территорий

Символика цветов такая же, как на национальном флаге.